# مولاي حفيظ العلمي
مولاي حفيظ العلمي (مواليد 13 يناير 1960) رجل أعمال وسياسي مغربي، منتسب لحزب التجمع الوطني للأحرار، كان يشغل منذ 10 أكتوبر 2013 منصب وزير الصناعة والتجارة والاستثمار والاقتصاد الرقمي في حكومة بنكيران الثانية. هو الرئيس المؤسس لساهام SAHAM، و هي شركة قابضة تنشط في مجالات التأمين و الخدمات المالية و التوزيع التجاري. شغل بين 2006 و2009 منصب رئيس الاتحاد العام لمقاولات المغرب.

## سيرته
ولد العلمي في 13 يناير 1960 وسط عائلة مراكشية مرتبطة بعالم الأعمال. كان جده يشتغل في تجارة السيارات ووالده مديرًا لوكالة بنكية. توفي والده وهو في سن العاشرة. يعتبر العلمي نفسه رجل أعمال عصامي، بحكم أن والده لم يخلف وراءه إلا ضيعة صغيرة بنواحي مراكش. حصل على شهادة الباكالوريا من ثانوية فيكتور هوغو، التابعة للبعثة الثقافية الفرنسية بمراكش، قبل أن ينتقل إلى كندا لمتابعة دراسته الجامعية، حيث حصل على شهادة الماجستير في المعلوميات من جامعة شيربروك. أول تجاربه المهنية كانت بكندا حيث جمع بين وظيفتي التدريس بجامعة لافال الكيبكية والاستشارية بوزارة المالية الكندية.

التحق بعد ذلك بمجال التأمينات، والذي سيشكل لاحقا قطب رحى إمبراطوريته المالية، لأول مرة بكندا بشركة سان موريس، والتي ارتقى فيها إلى مدير للأنظمة المعلوماتية قبل أن تستقطبه مجموعة تأمينات أخرى، اشتغل فيها كنائب للرئيس مدة ثلاث سنوات.

في 1988، استقطبته مجموعة أونا المغربية التي تسيطر عليها العائلة الملكية، عبر مديرها العام آنذاك، روبير أسراف، و تم تعيينه لإدارة ذراعها في مجال التأمينات الشركة الأفريقية للتأمين. نصب كاتبا عاما لمجموعة أونا في 1994، و كلف بإعادة صياغة استراتيجيتها عبر الانفتاح على مساهمين جدد، مغاربة و أجانب.

لم يستمر العلمي كثيرا في أونا، إذ سرعان ما ظهرت خلافات بينه و بين فؤاد الفيلالي، رئيس أونا آنذاك، و الصهر السابق للملك الحسن الثاني. ترك العلمي أونا في 1996، و حصل على تعويضات مغادرة مهمة، مكنته من شراء شركة أكما - لحلو التازي، للوساطة في التأمين، التي كانت في ملكية أونا. بشراكة مع عثمان بن جلون و قابضته فينانس كوم، طور العلمي شركة أكما، عبر إعادة هيكلتها و تطهير حساباتها، و ابتلاع شركات منافسة. طرح 22 بالمائة من أسهمها في بورصة الدار البيضاء، و تضاعفت قيمتها في ظرف أسابيع، مما أثار اهتمام مجموعة من المستثمرين، من أهمهم مجموعة أونا، التي اشترت (أو استرجعت) أكما من العلمي سنة 1999 بسعر السوق. في نفس السنة، استثمرت ساهام في أول مراكز النداء في المغرب عبر إنشاء فون أسيستانس Phone Assistance.

حقق العلمي من عملية أكما أرباحا قدرت ب 126 مليون درهم (16.2 مليون دولار)، و خلقت العملية في إبانها، جدلا في الصالونات و الأوساط الاقتصادية المغربية، و شكوكا حول إن كانت طبيعية أم لا. رحل العلمي إلى كندا مباشرة بعد ذلك، قبل أن يعود إلى المغرب في 2002. دخل العلمي إلى الساحة الاقتصادية المغربية بقوة، عبر شركته القابضة ساهام، و التي حققت بين 2002 و2007، نسبة نمو متوسطة لرقم معاملاتها تقدر ب 182%، و ثقلا ماليا يقدر ب 3.5 مليار درهم (450 مليون دولار) سنة 2008. انطلق المسار التوسعي بسيطرة القابضة على شركة سينيا للتأمين، سنة 2005، عبر شراء حصص المجموعة العربية للتأمين البحرينية (أريج)، ليتحكم العلمي في 15 بالمائة من سوق التأمينات المغربي. علاوة على مجال التأمين، استثمرت مجموعة ساهام في مجالات قروض الاستهلاك (شركة تسليف) و توزيع منتجات الاتصالات (موزع لشركة وانا) و العلامات التجارية من قبيل بيجديل للملابس و التأثيث المنزلي.

في 2006، ابتلعت سينيا شركة السعادة للتأمين، لتتحول إلى سينيا السعادة، و تلج بورصة الدار البيضاء في 2010. في نفس السنة انطلق المسلسل التوسعي لمجموعة ساهام في مجال التأمينات على المستوى الدولي بسيطرتها على مجموعة كولينا، ثم ليا للتأمين (LIA Insurance) اللبنانية في 2012، و GA seguros الأنغولية (2012)، و Mercantile Insurance الكينية (2013). في 2013، كانت في محفظة قابضة العلمي ما مجموعه 34 شركة تأمين، في 19 دولة من أفريقيا والشرق الأوسط.

. يعمل حاليا كمدير لملف الترشيح المغربي لكأس العالم 2026.

## مسيرته السياسية
حفيظ العلمي مقرب من دوائر النفوذ بين 2006 و 2009، ترأس العلمي الاتحاد العام لمقاولات المغرب. خلال رئاسته للاتحاد خلق العلمي ضجة إعلامية، بعد أن تشاجر مع أحد المواطنين في الدار البيضاء و تفوه بجملته الشهيرة : أنا هو من يحكم المغرب. في أكتوبر 2013، تم تعيينه وزيرا للصناعة والتجارة والاستثمار والاقتصاد الرقمي، ضمن حكومة بنكيران الثانية، باسم حزب التجمع الوطني للأحرار، رغم أنه لم يكن له أي صلة انتماء للحزب، مما يقوي فرضية استوزاره، تبعا لما يصطلح عليه في الأدبيات السياسية المغربية «بالصباغة الحزبية».